# Гарин, Николай Павлович
Никола́й Па́влович Га́рин (1861, Санкт-Петербург — не ранее 1935) — русский чиновник, сенатор, член Государственного совета. Тайный советник.

## Биография
Из дворян Санкт-Петербургской губернии. Окончил курс Императорского училища правоведения в мае 1882 года (43 выпуск), затем слушал лекции на юридическом факультете в Париже.
Начал службу в 4-м департаменте Сената младшим помощником секретаря. В 1884 он перешел в кодификационный отдел. В 1886 году он перешел на службу в кодификационный отдел при Государственном Совете, младшим чиновником, а затем, при слиянии этого отдела с Государственной Канцелярией, в Отделение свода законов. 
В 1897 году он помощник статс-секретаря Государственного совета. В 1905 г. командирован в распоряжение петербургского генерал-губернатора Трепова для организации генерал-губернаторского управления и назначен делопроизводителем особого вневедомственного совещания под председательством графа А. П. Игнатьева для согласования действующих узаконений с высочайшим указом 17 апреля 1905 г. по делам веры.
С июля по конец 1905 г. был директором департамента полиции, а с конца 1905 г. по 1913 г. — сенатор. В этой должности он состоял членом Особого совещания под председательством статс-секретаря Фриша по пересмотру проекта нового сеймового устава Великого княжества Финляндского, который был введён в действие с 1906 г. 15 декабря 1907 г. на Гарина возложено производство сенаторской ревизии московского градоначальства и московской полиции, а 29 августа 1908 г. — и ревизия прочих московских правительственных установлений. Ревизия Гарина раскрыла массу злоупотреблений и привела к преданию суду московского градоначальника Рейнбота. 20 мая 1909 г. Гарину высочайше поручено обревизование учреждений и установлений военных округов в империи, а 27 декабря того же года — и прочих учреждений военного ведомства. Эта ревизия тоже привела к открытию множества злоупотреблений и к преданию суду весьма многих интендантов. В 1915 году — член Государственного совета. В 1916—1917 помощник военного министра.
Дальнейшая его судьба точно не известна, но имеются воспоминания В.С. Хесина о его нахождении в 1919 году вместе с Гариным в концлагере в Москве:

Сенатор Гарин, которого мы все сторонились, с первых же дней нашего совместного пребывания в Новопесковском лагере показался нам очень подозрительным. Когда-то гроза губернаторов и городских управлений как «ревизующий сенатор», в свое время нашумевший жестокой ревизией московских учреждений, он стал с самого начала заигрывать с «начальством», подобострастно беседовал с разными хамами, приезжавшими в тюрьму с ревизиями от рабкрина (рабоче-крестьянской инспекции), и особенно возмутил всех нас, когда при одном из таких посещений стал разъяснять этим «ревизорам» в полушутливом, полусерьезном тоне, что «к юристам — заключеннным нельзя относиться с большим доверием». Кончилось тем, что очень скоро Гарин был выпущен из тюрьмы с назначением «членом рабкрина», а вслед за тем — юрисконсультом московской чеки.

Известно, что в 1935 году Гарин был арестован в Ленинграде и сослан в Уфу сроком на 5 лет.